# Farnaces II av Pontus
Farnaces II av Pontus (grekiska Φαρνάκης), född cirka 97 f.Kr., död 47 f.Kr., var kung av Pontus mellan 63 och 47 f.Kr. och son till Mithridates den store av Pontus.
Han försökte utnyttja romarnas inbördeskrig och Pompejus' nederlag till att återta sin fars rike men besegrades av Julius Caesar i slaget vid Zela 47 f.Kr. Om denna strid handlar Caesars berömda rapport "Veni, vidi, vici", jag kom, jag såg, jag segrade. Farnakes drevs på flykten och dödades av en av sina ståthållare.